# NGC 161
NGC 161 ist eine linsenförmige Galaxie vom Hubble-Typ S0 im Sternbild Walfisch südlich der Ekliptik. Sie ist schätzungsweise 276 Millionen Lichtjahre von der Milchstraße entfernt und hat einen Durchmesser von etwa 105.000 Lichtjahren. Wahrscheinlich bildet sie gemeinsam mit IC 1557 ein gravitativ gebundenes Galaxienpaar.

Im selben Himmelsareal befinden sich u. a. die Galaxien IC 29, IC 30, IC 32, IC 33.
Das Objekt wurde am 21. November 1886 von dem amerikanischen Astronomen Lewis A. Swift entdeckt.